# Ordine della Madre Eroina
L'Ordine della Madre Eroina è un'onorificenza del Kirghizistan.

## Storia
L'Ordine è stato fondato il 16 aprile 1996 ed è stato assegnato per la prima volta il 7 marzo 1997.

## Assegnazione
L'Ordine è assegnato alle madri:
- che hanno partorito e cresciuto sette o più figli;
- che hanno uno o più figli insigniti del titolo di Eroe della Repubblica del Kirghizistan.

## Insegne
- L'insegna è una stella d'argento di 52 mm di diametro. Al centro della stella è presente un medaglione smaltato di blu che simboleggia il cielo con un tundyuk e una stella dorati simboli dello Stato.